# Beges (altägyptischer Stundenstern)
Beges (auch Beges-nechet) ist in den Ramessidischen Sternuhren die altägyptische Bezeichnung eines Stundensterns (E10). Es handelt sich bei Beges um den Stern Sadalmelik (α Aquarii), der im Ramessidischen Sternbild Riese als Hüfte zwischen dem Oberschenkel und der Brust fungierte.
In den Ramessidischen Sternuhren kulminierte Beges im Jahr 1463 v. Chr. in der 1. Nachtstunde am 1. Achet II (10. Septembergreg.) sowie am 1. Schemu II (9. Maigreg.) in der 12. Nachtstunde. Bei Claudius Ptolemäus ist Beges als Stern der 3. Größenklasse aufgeführt.